# Alex Bono
Alexander Nicholas Bono, conosciuto come Alex Bono (Baldwinsville, 25 aprile 1994), è un calciatore statunitense, portiere del N.E. Revolution.

## Carriera
Bono viene selezionato da Toronto FC come 6ª scelta ai SuperDraft del 2015, considerato come uno dei maggiori prospetti a livello nazionale.
Il 20 marzo 2015 viene ceduto in prestito alla squadra riserve di Toronto in USL ed esordisce professionisticamente il giorno dopo contro il Charleston Battery.
Il 26 giugno 2016 esordisce in MLS sostituendo per gli ultimi venti minuti di gara Clint Irwin, uscito per infortunio.

### Nazionale
Il 29 maggio 2018 esordisce con la Nazionale statunitense giocando da titolare l’amichevole contro la Bolivia al Talen Energy Stadium di Philadelphia.

## Statistiche

### Presenze e reti nei club
Statistiche aggiornate al 29 maggio 2018.
| Stagione        | Squadra         | Campionato      | Campionato | Campionato | Coppe nazionali | Coppe nazionali | Coppe nazionali | Coppe continentali | Coppe continentali | Coppe continentali | Altre coppe | Altre coppe | Altre coppe | Totale | Totale |
| Stagione        | Squadra         | Comp            | Pres       | Reti       | Comp            | Pres            | Reti            | Comp               | Pres               | Reti               | Comp        | Pres        | Reti        | Pres   | Reti   |
| --------------- | --------------- | --------------- | ---------- | ---------- | --------------- | --------------- | --------------- | ------------------ | ------------------ | ------------------ | ----------- | ----------- | ----------- | ------ | ------ |
| 2015            | Toronto FC      | MLS             | -          | -          | CC              | 1               | -2              |                    | -                  | -                  |             | -           | -           | 1      | -2     |
| 2015            | Toronto FC II   | USL             | 12         | -25        |                 | -               | -               |                    | -                  | -                  |             | -           | -           | 12     | -25    |
| 2016            | Toronto FC II   | USL             | 8          | -12        | CC              | 1               | -2              |                    | -                  | -                  |             | -           | -           | 9      | -14    |
| 2016            | Toronto FC      | MLS             | 16         | -16        | CC              | -               | -               |                    | -                  | -                  |             | -           |             | 16     | -16    |
| 2017            | Toronto FC      | MLS             | 34         | -34        | CC              | -               | -               |                    | -                  | -                  |             | -           | -           | 34     | -34    |
| 2018            | Toronto FC      | MLS             | 7          | -11        | CC              | -               | -               | CCL                | 8                  | -9                 |             | -           | -           | 15     | -20    |
| Totale carriera | Totale carriera | Totale carriera | 77         | -98        |                 | 1               | -2              |                    | 8                  | -9                 |             |             |             | 86     | -109   |

### Cronologia presenze e reti in nazionale
| Cronologia completa delle presenze e delle reti in nazionale ― Stati Uniti | Cronologia completa delle presenze e delle reti in nazionale ― Stati Uniti | Cronologia completa delle presenze e delle reti in nazionale ― Stati Uniti | Cronologia completa delle presenze e delle reti in nazionale ― Stati Uniti | Cronologia completa delle presenze e delle reti in nazionale ― Stati Uniti | Cronologia completa delle presenze e delle reti in nazionale ― Stati Uniti | Cronologia completa delle presenze e delle reti in nazionale ― Stati Uniti | Cronologia completa delle presenze e delle reti in nazionale ― Stati Uniti |
| Data                                                                       | Città                                                                      | In casa                                                                    | Risultato                                                                  | Ospiti                                                                     | Competizione                                                               | Reti                                                                       | Note                                                                       |
| -------------------------------------------------------------------------- | -------------------------------------------------------------------------- | -------------------------------------------------------------------------- | -------------------------------------------------------------------------- | -------------------------------------------------------------------------- | -------------------------------------------------------------------------- | -------------------------------------------------------------------------- | -------------------------------------------------------------------------- |
| 29-5-2018                                                                  | Filadelfia                                                                 | Stati Uniti                                                                | 3 – 0                                                                      | Bolivia                                                                    | Amichevole                                                                 | -                                                                          |                                                                            |
| Totale                                                                     |                                                                            | Presenze                                                                   | 1                                                                          |                                                                            | Reti                                                                       | -                                                                          |                                                                            |

## Palmarès

### Club
- Canadian Championship: 3

Toronto FC: 2017, 2018, 2020
- MLS Supporters' Shield: 1

Toronto FC: 2017
- Campionato MLS: 1

Toronto FC: 2017